# Uchtenhagen (Osterburg)
Uchtenhagen ist ein Ortsteil der Ortschaft Walsleben der Hansestadt Osterburg (Altmark) im Landkreis Stendal in Sachsen-Anhalt (Deutschland).

## Geographie
Uchtenhagen, ein Marschhufendorf mit Kirche, liegt zwei Kilometer nordwestlich von Walsleben und etwa sechs Kilometer östlich der Stadt Osterburg (Altmark) am Uchtenhagener Graben in der Altmark. Nördlich des Dorfes beginnt das Landschaftsschutzgebiet Altmärkische Wische.
Nachbarorte sind Calberwisch im Westen, Packebusch im Nordwesten, Königsmark im Norden, Rohrbeck im Osten und Walsleben im Süden.

## Geschichte

### Mittelalter bis Neuzeit
Im Jahre 1256 wurde ein Hubertus (alias Herbetus) de Vchtenhagen in einer in Sandau ausgestellten Urkunde als Zeuge genannt.
Das Dorf Uchtenhagen ist im Jahr 1343 als ville vchtinhagen zum ersten Mal erwähnt worden, als Markgraf Ludwig dem Heilig-Kreuzaltar der Kirche zu Uchtenhagen eine Hufe Landes zu Wasmerslage zum Seelenheil der von Jagow vereignete. Weitere Nennungen sind 1687 Vchtenhagen und 1804 Dorf und Gut Uchtenhagen mit einem Krug.
Westlich der Kirche bestand seit dem 19. Jahrhundert bis zum Ende des 20. Jahrhunderts eine Ziegelei.

### Burg Uchtenhagen
Im nordwestlichen Teil des Ortes auf dem Gelände des ehemaligen Rittergutes existiert die obertägig sichtbare Struktur eines Bodendenkmals, die Spuren der Burganlage einer mittelalterlichen Niederungsburg.
Wie Paul Grimm im Jahre 1958 ermittelte, waren damals von der ausgedehnten Anlage Teile eines, im Westen vom Uchtenhagener Graben umgebenen, künstlichen Hügels und einige doppelte, zum Teil geradlinig verlaufende Wälle und Gräben erhalten. Die Burg Uchtenhagen besaß ursprünglich einen runden Turm und an der Westseite ein Tor mit einem Turm. Davon waren um 1800 auf dem Hof des Rittergutes noch die Grundmauern zu sehen. Auf der Ostseite waren 1865 noch teilweise zwei mächtige Befestigungsgräben vorhanden.
Der Bretscher Pfarrer August Hofmeister meinte 1884, dass die Burg Uchtenhagen schon zur Zeit von Otto I. eine Grenzburg gewesen sein könnte. Nach Angaben der Chronisten Christoph Entzelt und Andreas Angelus soll die Burg um die Mitte des 13. Jahrhunderts während des Magdeburger Krieges der Markgrafen Johann Johann und Otto III. mit dem Erzbischof von Magdeburg zerstört worden sein. Sie wurde aber wieder aufgebaut, denn 1447 wird sie unter den landesherrlichen Schlössern und Städten der Altmark als uchtenhagen genannt.

### Rittergut Uchtenhagen
Nach der Burg nannte sich das ritterliche Geschlecht der von Uchtenhagen, das 1243 in der Uckermark auftaucht und dort bis zu seinem Erlöschen zu Beginn des 17. Jahrhunderts nachweisbar ist. Ernst Wollesen nimmt an, dass die von Uchtenhagen in der Uckermark in den Besitz der von Jagow in Jagow gekommen sind und dann unter Annahme dieses Namens etwa 1267 als von Jagow in die Altmark zurückkehrten.
Wohl schon vor 1343, sicher aber vor 1413 hatten die von Jagow Rechte über das Dorf und das Patronat über die Kirche mit den drei Vikarien Heiliges Kreuz, Unser Lieben Frau und St. Katharinenaltar, den großen Hof mit dem Holz, die Uchte geheißen, und 1598 über die Segewische und die Jagowsche Wische.
Der Uchtenhagener Gutsbetrieb bewirtschaftete um 1913 eine Fläche von 242 Hektar und war mit dem 428 Hektar großen Hauptgut Calberwisch vereinigt. Es wurden Rinder, Schafe und Schweine gehalten.
Das Gut blieb bis 1945 bei den von Jagows, die ihren später Sitz in Calberwisch hatten. Zuletzt gehörte es der Freifrau von Patow, einer verwitweten von Jagow.
Bei der Bodenreform wurden 1945 ermittelt: vier Besitzungen unter 100 Hektar hatten zusammen 128 Hektar, eine Kichenbesitzung hatte 15 Hektar und die Gemeinde 0,1 Hektar Land. Im Jahre 1948 hatten aus der Bodenreform 10 Vollsiedler jeder über 5 Hektar und ein Kleinsiedler unter 5 Hektar erworben. Im Jahre 1953 entstand die erste Landwirtschaftliche Produktionsgenossenschaft vom Typ III, die LPG „Frischer Wind“, die 1954 aufgelöst wurde. 1953 war die Bauernfamilie mit dem größten Hof in die Bundesrepublik übergesiedelt, so dass neben den Neusiedlern nur noch zwei Bauernhöfe verblieben, welche dann in dem Jahr der LPG in Walsleben beitraten.

### Herkunft des Ortsnamens
Ernst Haetge deutete 1938 den Ortsnamen Uchtenhagen so: Der Ort liegt am  Tal der Uchte, „hagen“ ist ein Gehölz, ein von Wald umhegter Platz.

### Vorgeschichte
Paul Kupka berichtete 1910 von einem Depotfund aus der älteren Bronzezeit. Der Landwirt Friedrich Hartmann war beim Beackern seines Landes in der Flur Kossittenstück auf einen flachen Stein gestoßen. Darunter stand ein nicht erhaltenes Gefäß, in dem sich Fußringe in C-Form und Armröhren (Armspiralen) befanden, Bronzen im Gesamtgewicht von fast 3 Kilogramm.

### Eingemeindungen
Bis 1807 gehörte Dorf und Gut zum Seehausenschen Kreis der Mark Brandenburg in der Altmark. Danach lagen beide bis 1813 im Landkanton Osterburg auf dem Territorium des napoleonischen Königreichs Westphalen. Ab 1816 gehörte die Gemeinde zum Kreis Osterburg, dem späteren Landkreis Osterburg.
Am 17. Oktober 1928 erfolgte die Vereinigung des Gutsbezirkes Uchtenhagen mit der Landgemeinde Uchtenhagen.
Am 20. Juli 1950 wurde die bis dahin eigenständige Gemeinde Uchtenhagen nach Walsleben eingemeindet.
Durch den Zusammenschluss von Walsleben mit anderen Gemeinden zur Einheitsgemeinde Hansestadt Osterburg (Altmark) am 1. Juli 2009 kam der Ortsteil Uchtenhagen zusammen mit dem Ortsteil Walsleben zur neu errichteten Ortschaft Walsleben und außerdem zur Stadt Osterburg.

### Einwohnerentwicklung
| Jahr             | 1734 | 1775 | 1789 | 1798 | 1801 | 1818 | 1840 | 1864 | 1871 | 1885 | 1892 | 1895 | 1900 | 1905 |
| Dorf Uchtenhagen | 49   | 82   | 71   | 69   | 93   | 124  | 100  | 51   | 59   | 67   | 105  | 44   | 68   | 48   |
| Gut Uchtenhagen  |      |      |      | 27   |      |      |      | 32   | 38   | 49   |      | 32   |      | 15   |

| Jahr | Einwohner |
| ---- | --------- |
| 1910 | [00]060   |
| 1925 | 075       |
| 1939 | 060       |
| 1946 | 104       |
| 2011 | [00]017   |
| 2012 | [00]015   |

| Jahr | Einwohner |
| ---- | --------- |
| 2018 | [00]16    |
| 2019 | [00]16    |
| 2020 | [00]16    |
| 2021 | [00]15    |
| 2022 | [0]15     |
| 2023 | [0]15     |

Quelle, wenn nicht angegeben, bis 1946:

## Religion
Die evangelische Kirchengemeinde Uchtenhagen, die früher zur Pfarrei Uchtenhagen bei Walsleben, Regierungsbezirk Magdeburg, gehörte, wird betreut vom Pfarrbereich Königsmark im Kirchenkreis Stendal im Bischofssprengel Magdeburg der Evangelischen Kirche in Mitteldeutschland.
Die ältesten überlieferten Kirchenbücher für Uchtenhagen stammen aus dem Jahre 1575. Ernst Haetge gab 1579 als erstes Jahr der Überlieferung an.
Die katholischen Christen gehören zur Pfarrei St. Anna in Stendal im Dekanat Stendal im Bistum Magdeburg.

## Kultur und Sehenswürdigkeiten

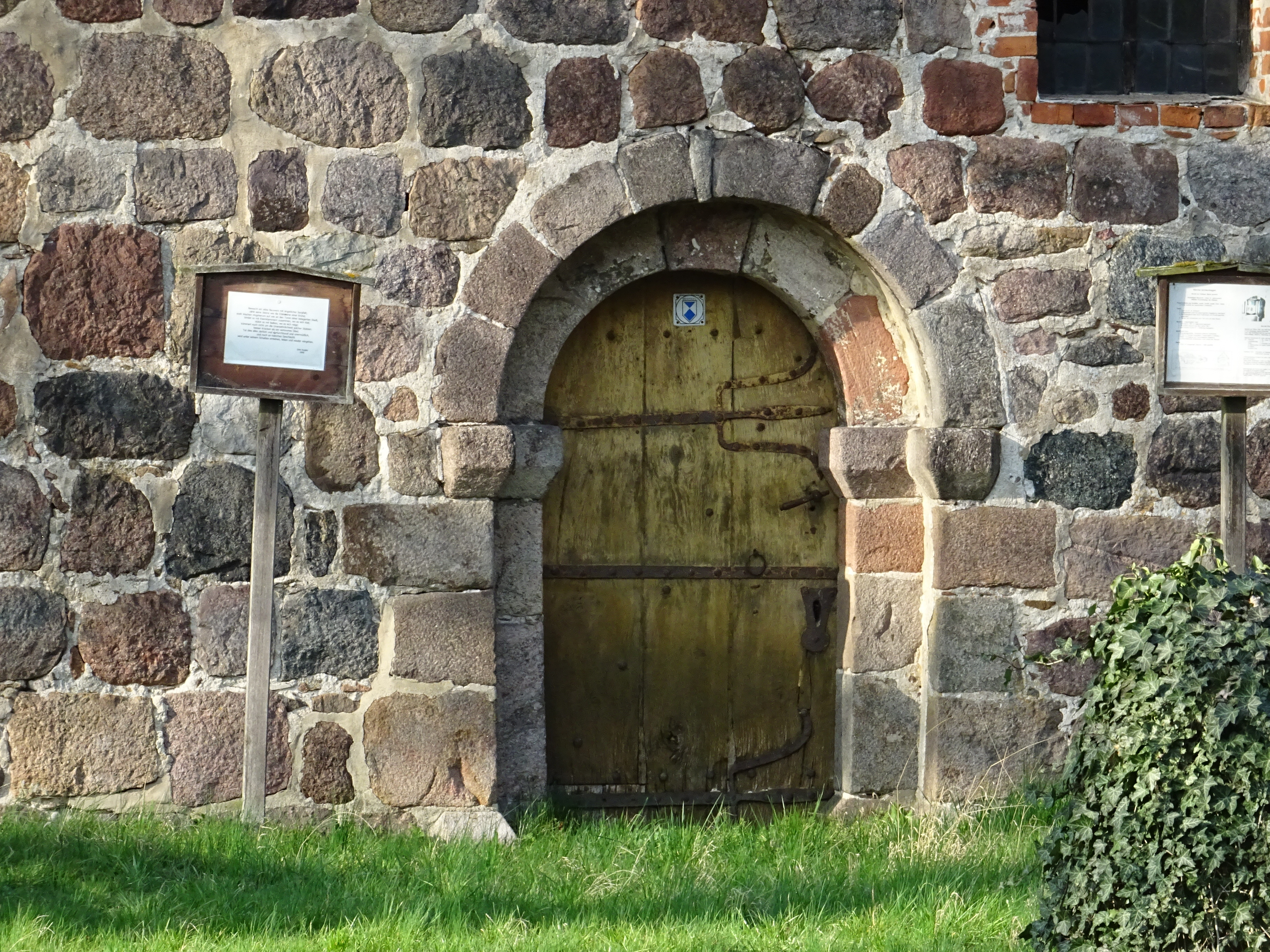
Portal auf der Südseite der Dorfkirche Uchtenhagen

- Die evangelische Dorfkirche St. Mariae in Uchtenhagen ist ein Feldsteinbau aus dem Ende des 12. Jahrhunderts, mit im 13. Jahrhundert errichteten Backsteinturm.[30]

## Sage über die von Jagow von der Burg Uchtenhagen
Alfred Pohlmann überlieferte im Jahre 1901 die folgende Sage. Ein Ritter aus der Burg Uchterhagen kämpfte einst mit dem Markgrafen von Brandenburg in einer Schlacht, wo sein Wagen ein Rad verlor, „indem er nicht zu Rosse, sondern zu Wagen gekämpft hatte“. Als Dank befahl der Markgraf diesem Ritter, dass er forthin den Namen „Jag to“ (Jag zu!) tragen solle, woraus später der Name Jagow entstanden sei.